# U-272
Unterseeboot 272 foi um submarino alemão do Tipo VIIC, pertencente a Kriegsmarine que atuou durante a Segunda Guerra Mundial.

## Comandantes
| Comandante | Data                                          |
| ---------- | --------------------------------------------- |
| Horst Hepp | 7 de outubro de 1942 - 12 de novembro de 1942 |

## Subordinação
Durante o seu tempo de serviço, esteve subordinado às seguintes flotilhas:
| Período                                       | Flotilha                                |
| --------------------------------------------- | --------------------------------------- |
| 7 de outubro de 1942 - 12 de novembro de 1942 | 8. Unterseebootsflottille (treinamento) |